# پاراسی
پاراسی (به انگلیسی: Parasi) یک منطقهٔ مسکونی در هند است که در Sonebhadra district واقع شده‌است. پاراسی ۲۱٬۲۰۳ نفر جمعیت دارد.